# Стадион
Стадио́н — один из видов сооружений для спортивных целей. Обычно включает большое поле с беговыми дорожками вокруг и места для зрителей, расположенные ступенчато вокруг поля (амфитеатр).
Также часто содержит дополнительные площадки и вспомогательные помещения для тренировки и переодевания команд. Стадионы используются не только для различных видов спорта на открытом воздухе (например, лёгкой атлетики и футбола), но также для концертов и других мероприятий.

## История
Прототипами современных стадионов явились древнегреческие стадионы в Олимпии, Афинах, Дельфах и других местностях Греции, предназначенные для проведения Олимпийских игр. Эти стадионы имели прямоугольную или подковообразную вытянутую арену, вдоль которой были расположены места для зрителей. Самый старый известный стадион находился в Олимпии (Греция). Вначале стадион использовался только для состязаний в беге; отсюда пошла практика стандартизации размера поля — 180—200 метров (один стадий, что дало название и самому сооружению).
Одним из первых современных стадионов стал английский Стэмфорд Бридж, открытый в 1877 году.
Возрождение Олимпийских игр (1894) послужило мощным стимулом к строительству крупных стадионов во многих странах (для Первых Олимпийских игр был реконструирован античный афинский стадион). В отличие от древних стадионов, современный стадион является не только местом проведения соревнований, но и целым комплексом сооружений для оздоровительных и учебно-тренировочных занятий различными видами спорта. В 1950—1960-е годы получили распространение крытые стадионы.

## Конструкция
Спайон-коп (Spion Kop) или просто коп — тип наклонных террас и трибун на спортивных стадионах, особенно распространённый в Великобритании.
Существуют как универсальные (легкоатлетические с беговыми дорожками) стадионы, так и чисто футбольные.

### Футбольные стадионы
Футбольный стадион не имеет беговых дорожек вокруг игрового поля, что удобно для зрителей (они максимально приближены к действу), но не всегда удобно для игроков (малое пространство для разбега при вбрасываниях/угловых).
Футбольные стадионы наиболее широко распространены на родине футбола, в Англии.
Стадион, который принял самый первый матч дебютного Чемпионата мира по футболу (1930, Уругвай) — «Стадион Поситос» в столице Уругвая Монтевидео (один из первых в мире стадионов эллипсоидной формы). Там же был забит и первый гол в истории турнира.

## Рекордные стадионы
Самые большие стадионы в мире:
- Стадион Первого мая (Пхеньян, КНДР) — 114 тыс. зрителей
- Маракана (Рио-де-Жанейро, Бразилия) — 200 (изначально) — 79 тыс. зрителей

Самые дорогие стадионы в мире:
- Метлайф Стэдиум (Нью-Йорк, США; 2010) — 1,6 млрд долл.
- Wembley Stadium (Лондон, Великобритания; 2006) — 1,5 млрд долл.
- Olympic Stadium (Монреаль, Канада; 1976) — 1,4 млрд долл.

## Фотогалерея

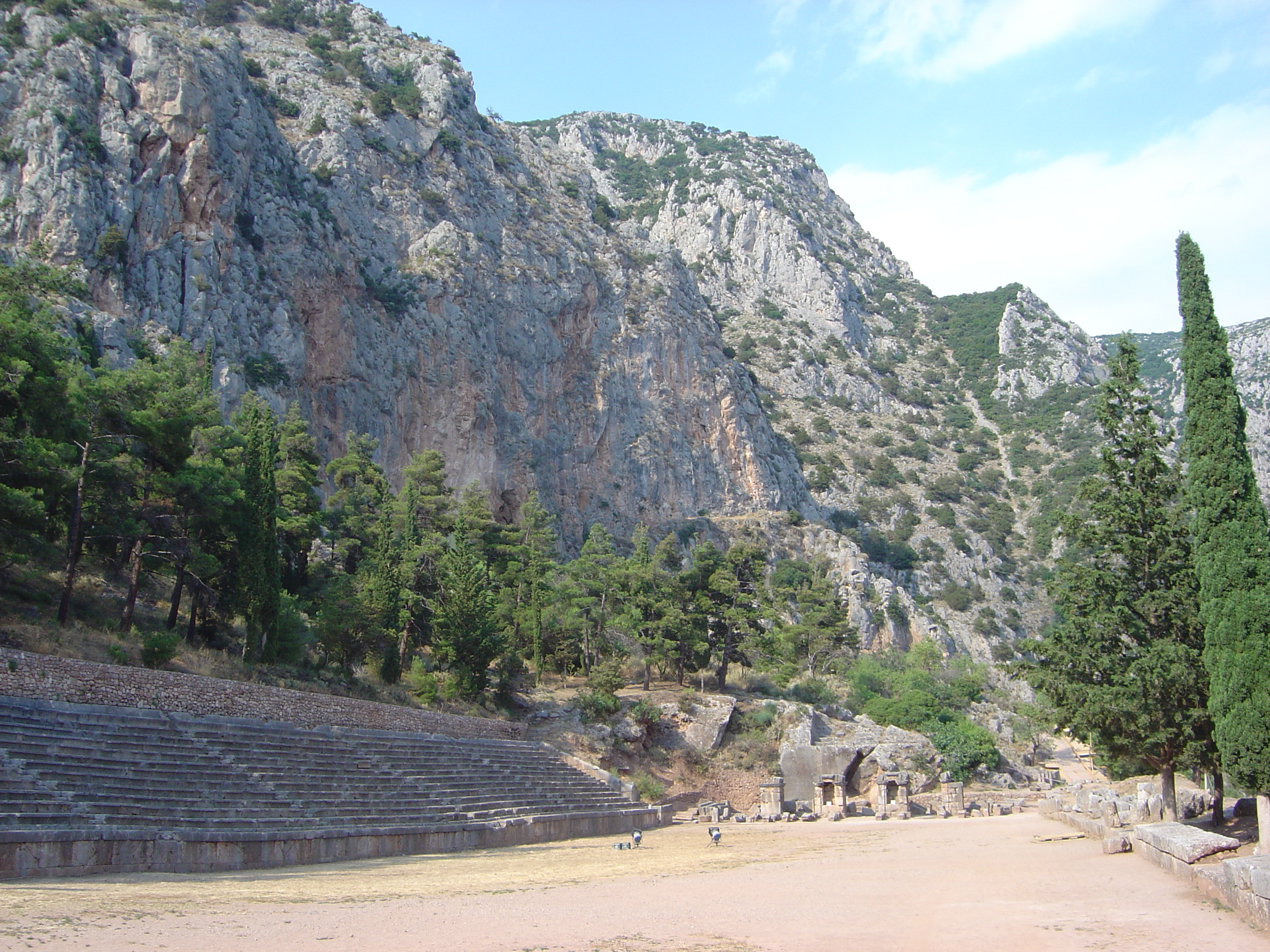
Стадион в Дельфах, где проходили Пифийские игры
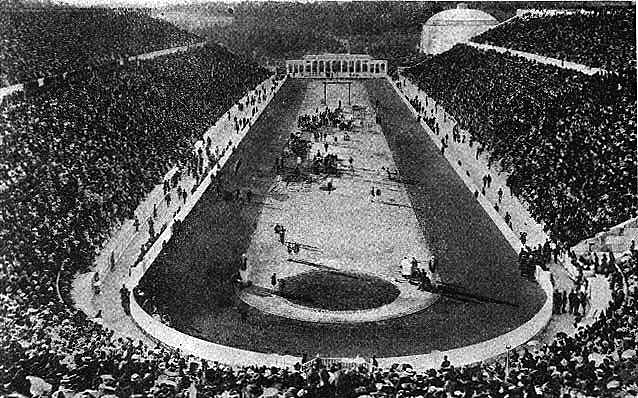
Афинский Олимпийский стадион в 1906 году
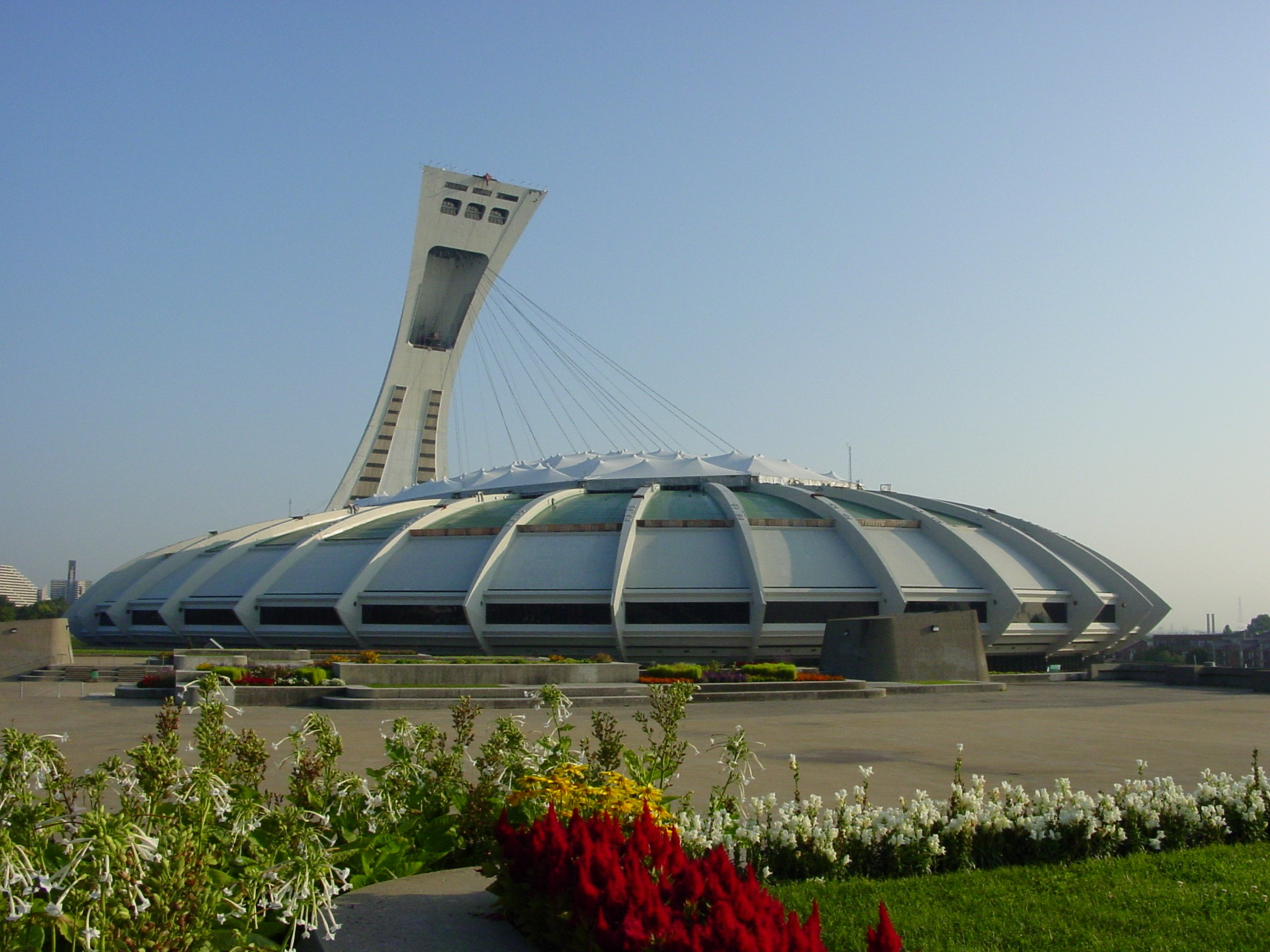
Олимпийский стадион в Монреале, 2004 год
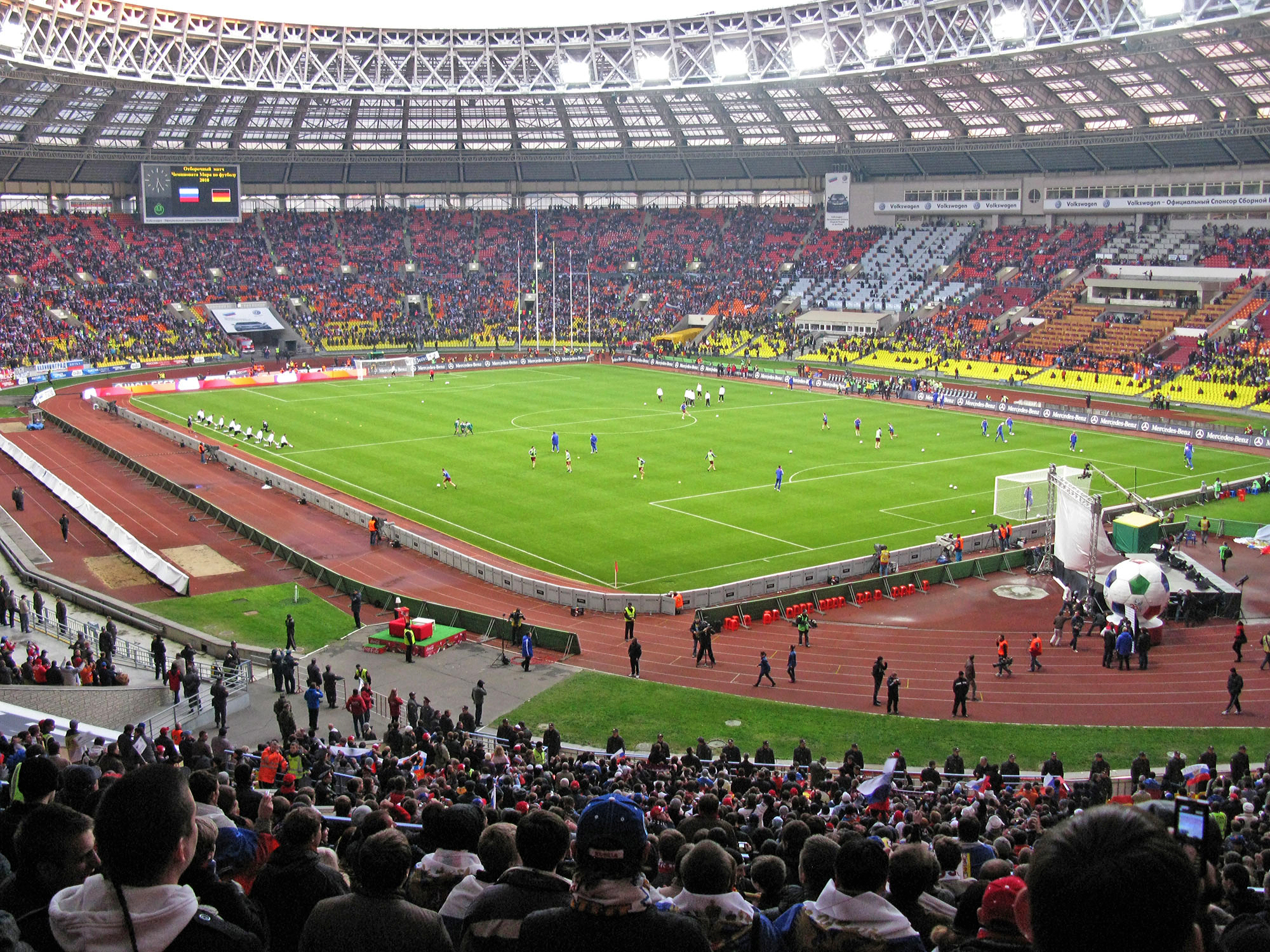
«Лужники» - крупнейший стадион в России
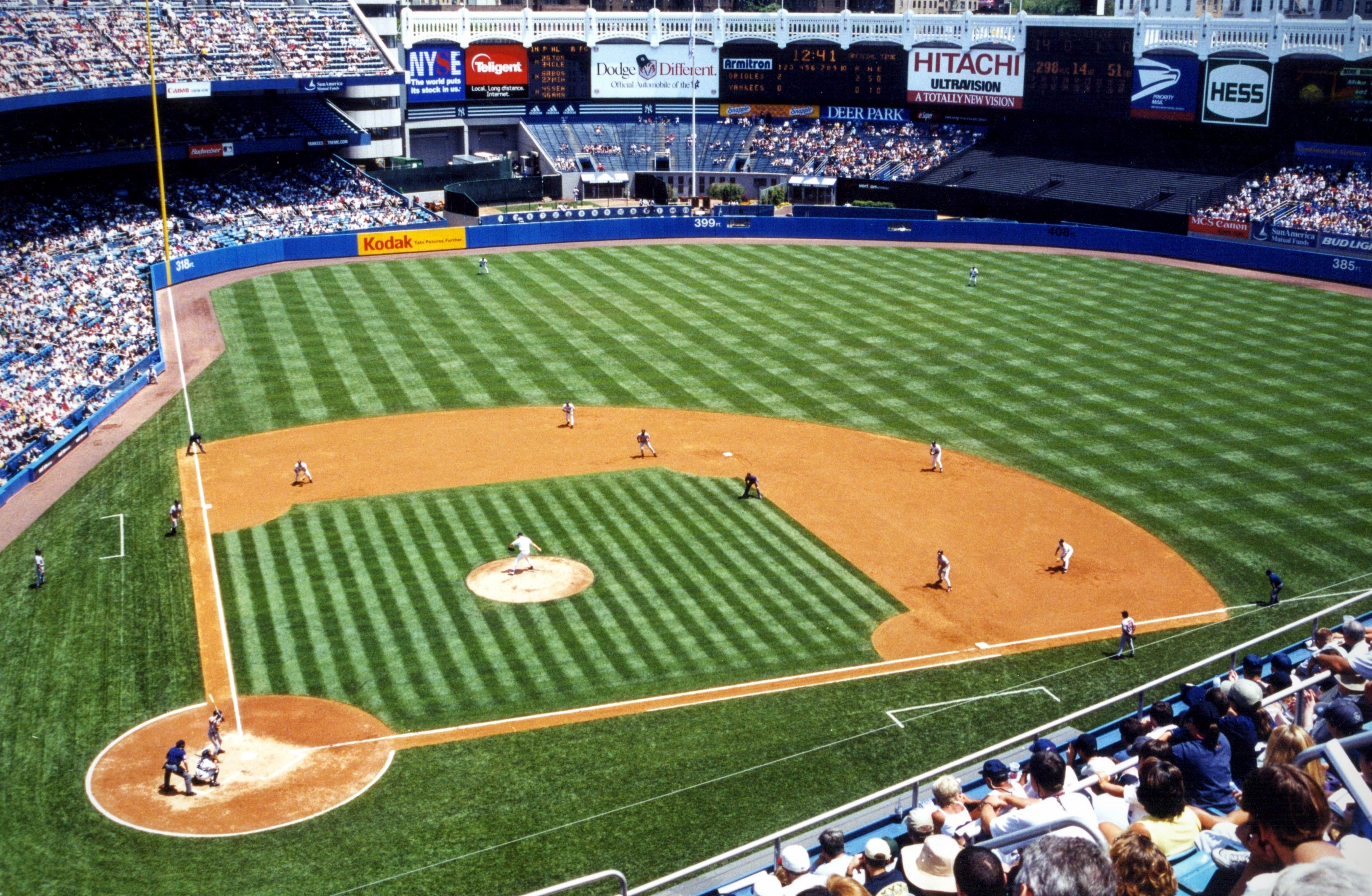
Стадион бейсбольной команды «Нью-Йорк Янкис» в Нью-Йорке
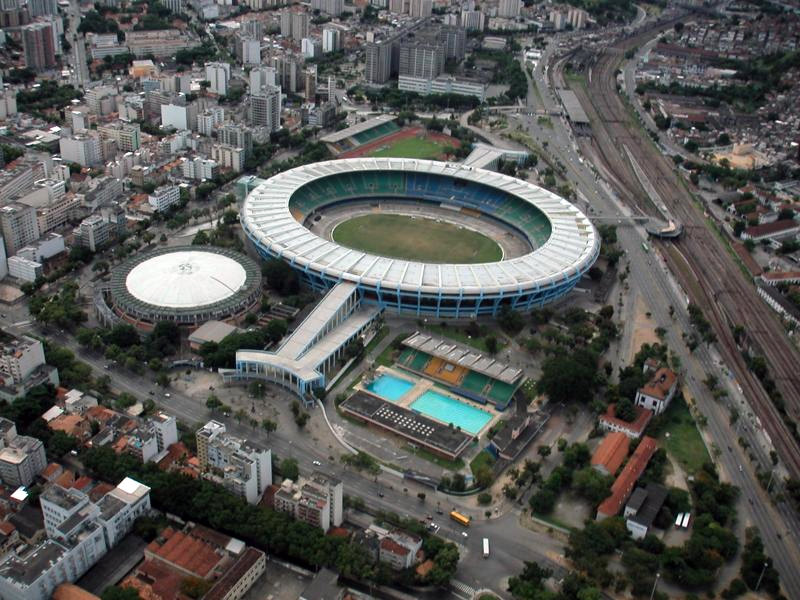
Легендарная «Маракана» в Рио-де-Жанейро с мини-комплексом «Мараканазиньо» и другими объектами
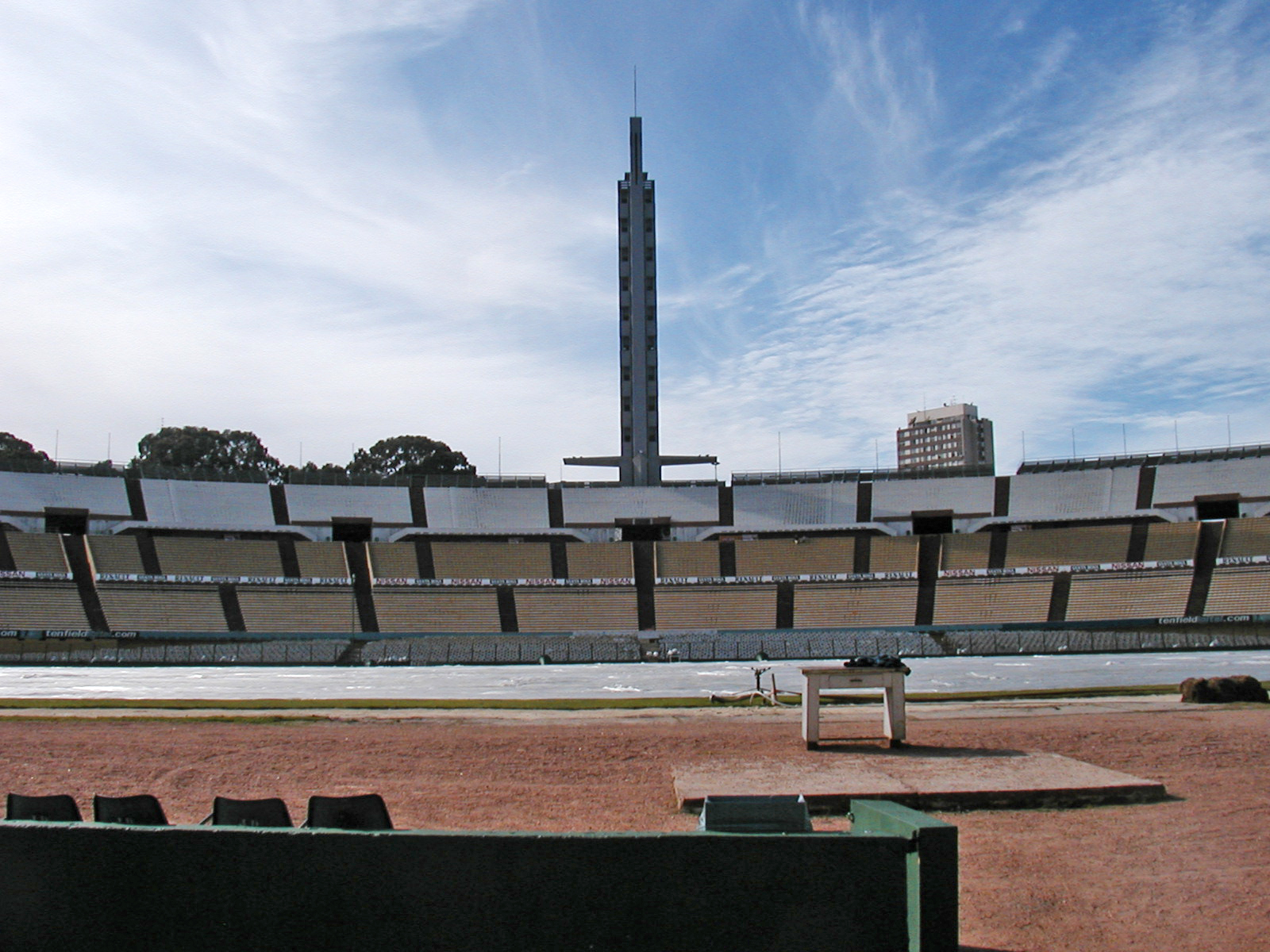
«Сентенарио» в Монтевидео — важнейший спортивный центр Уругвая
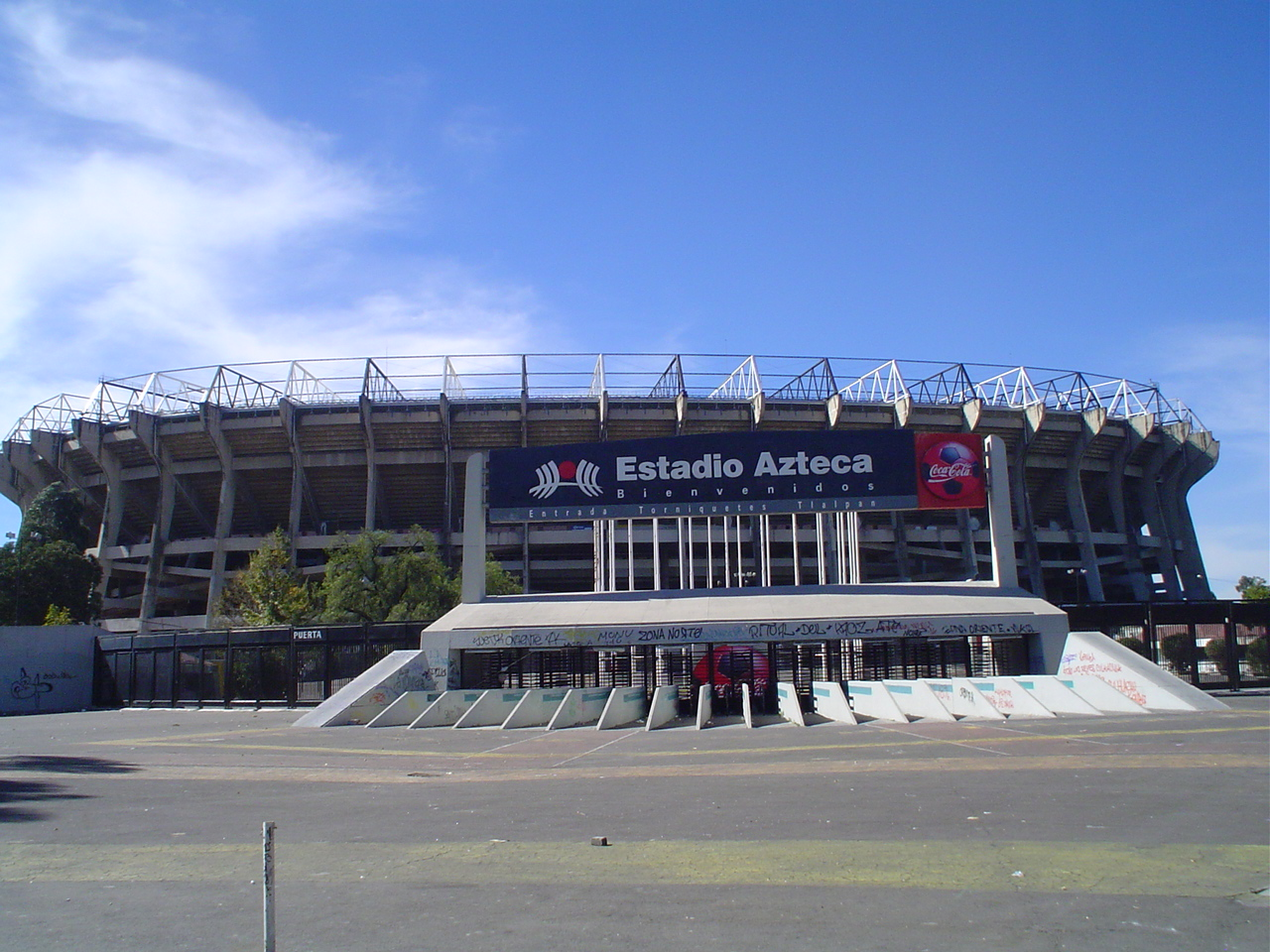
«Ацтека» в Мехико — единственный стадион, принимавший два финала чемпионата мира по футболу, арена Летних Олимпийских игр 1968 года
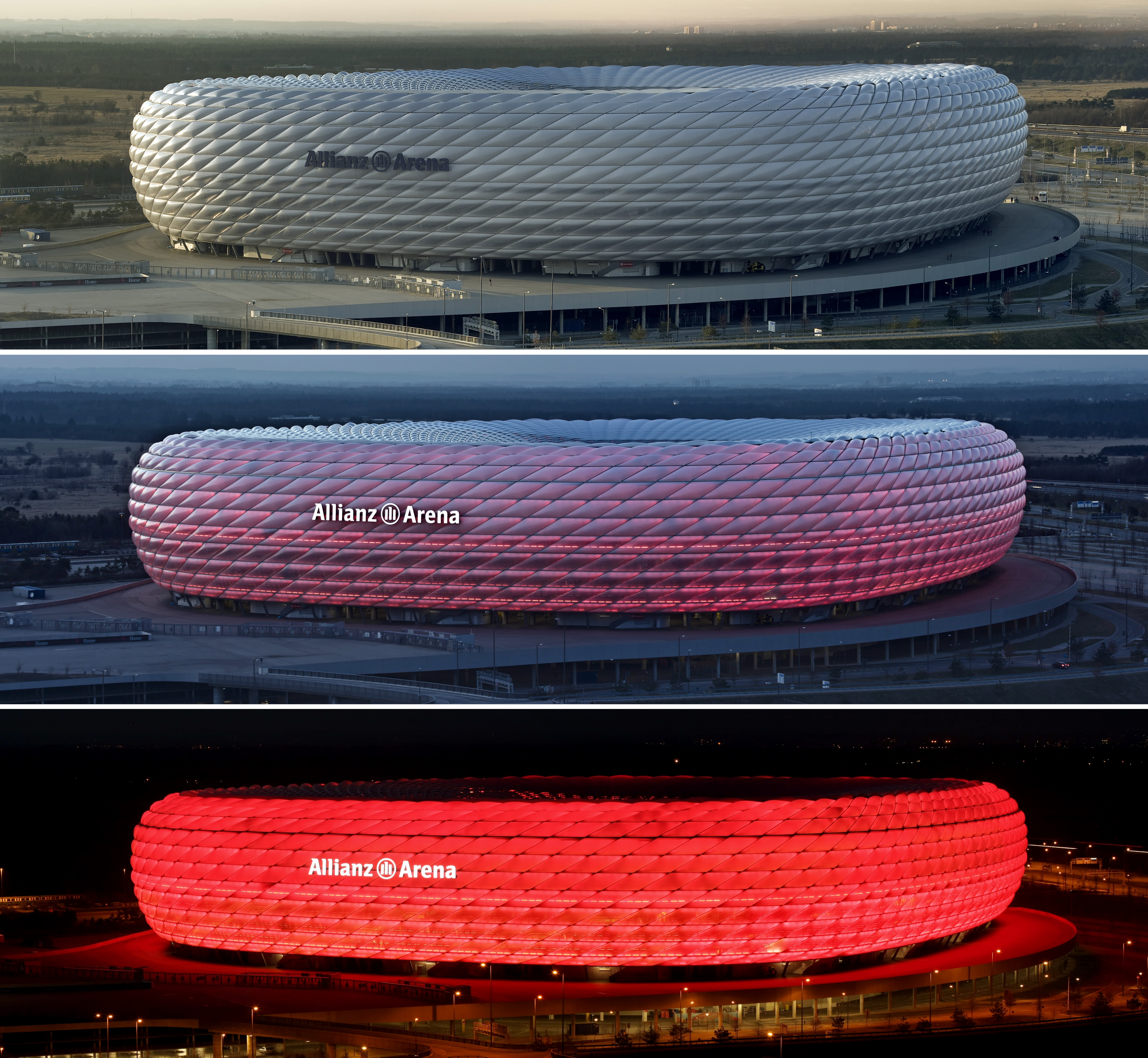
Ультрасовременная «Альянц Арена» в Мюнхене может менять цвет в зависимости от выступающей на нём команды
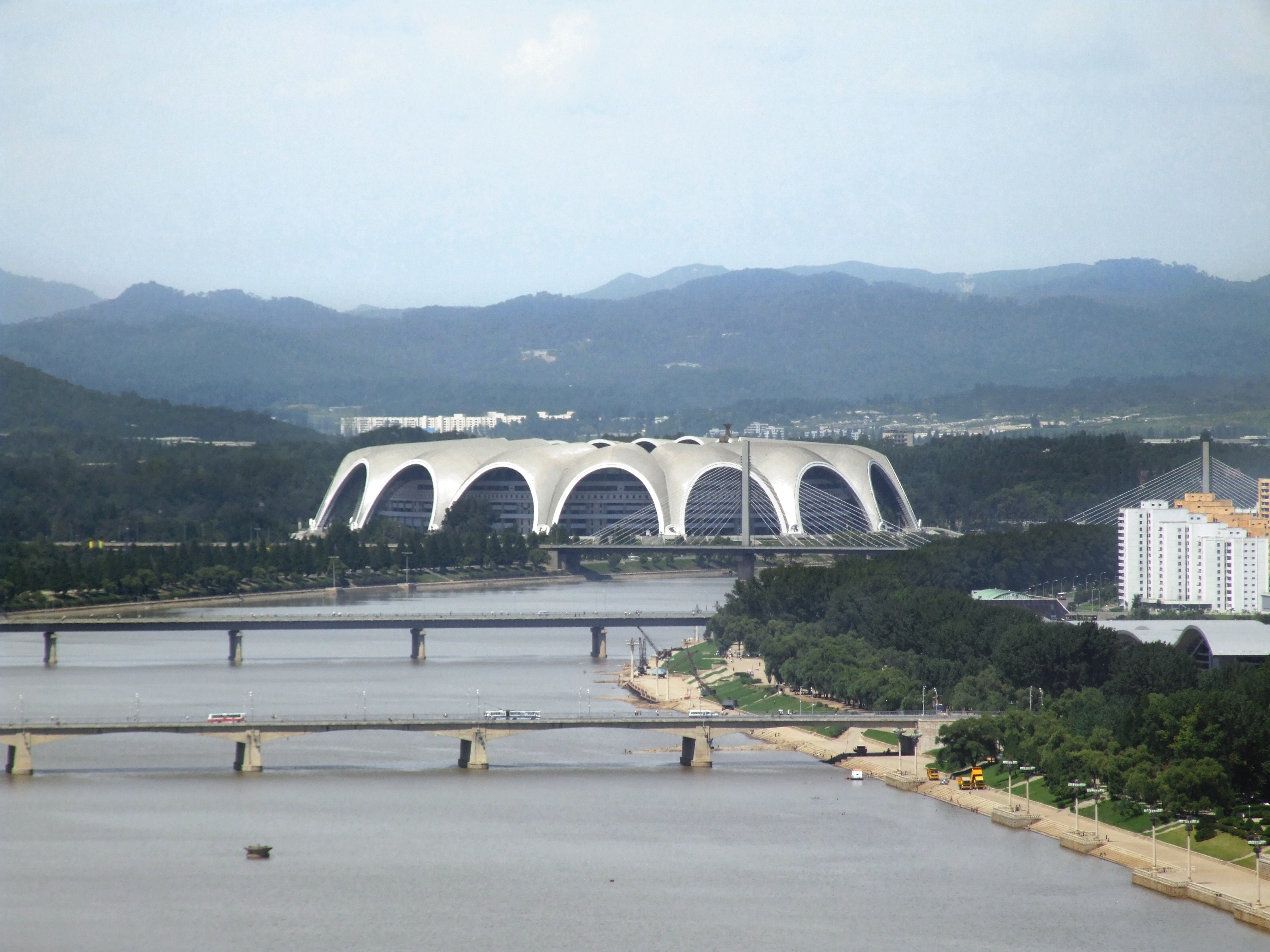
Стадион Первого мая в Пхеньяне - самый вместительный, и самый большой стадион в мире.